# Poličasta bjerkandera
Poličasta bjerkandera (лат. Bjerkandera adusta) је poliporna, patogena vrsta koja parazitira na mrtvim stablima, dok na živom drvetu izaziva belu trulež i dovodi do propadanja stabala. Vrsta je varijabilnog izgleda, ali se lako prepoznaje po karakteristično sivo ili braon obojenoj gornjoj površini. 
Nemački botaničar Carl Ludwig Willdenow je prvi put 1787. godine opisao kao Boletus adustus, dok sadašnji naziv nosi po švedskom naučniku Clas Bjerkanderu. Neupadljiva obojenost ove gljive i njeni tamni tonovi opisani su epitetom adusta (lat. ustus = spaljen, spržen, oprljen) koji ukazuje na karakterističnu sivu boju himenijuma.

## Opis
Plodna tela 2-4.5 cm širine i 2-7 cm dužine javljaju se uvek u grupama i širokom osnovom su naslonjena na supstrat, resupinantna. Obodom su polukružnog ili nepravilnog oblika, nalik na rozetu, ravna ili konveksna. Gornja površina je bez jasno izraženih zona ili sa nepravilno koncentričnim zonama, mekana, somotasta, sazrevanjem gubi ovaj dlakavi sloj, različitih nijansi braon i sive boje. Donja površina na kojoj se razvija himenijumski sloj je nepravilno zaobljena, siva, tamni pri dodiru ili oštećenju, sa belim obodom koji tamni po sazrevanju i porama koje su sitne, različitih nijansi sive ili crne boje. Porozna površina je u početku svetlosive boje, zatim tamnosivo do crne boje, bela prema obodu. Obično ne poseduje dršku.
Meso je bele boje, nekada sa primesama braon boje, tvrdo, kožasto ili žilavo. Sistem hifa je izgrađen samo od generativnih hifa koje su sa tankim ili debelim zidom, povezane preko kljunastih izraštaja (clamp connections). Dok je mlada, vrsta ima izražen karakterističan gljivlji miris koji se sazrevanjem ili sušenjem polako gubi, ukus je kiseo ili nije izražen.
Bazidiospore su glatke, eliptičnog do cilinričnog oblika, neamiloidne. Otisak spora je bele boje.

## Rasprostranjenje
Saprotrofna  vrsta koja se razvija na mrtvom drvetu različitih vrsta, ostacima polomljenih grana i panjevima, najčešće listopadnog drveća, pretežno bukve. Plodonosi tokom cele godine, široko rasprostranjena vrsta. Resupinantna plodna tela se razvijaju na oborenim stablima sa donje strane ili na mrtvom drveću listopadnih vrsta, veoma retko i četinarskih. Kao parazit se razvija na stablima živog drveća i izaziva njihovo raspadanje. Nakon smrti drveta nastavlja da se razvija na njemu kao saprotrof.

## Jestivost i lekovitost
Vrsta je nejestiva. 

## Druge karakteristike
Sintetiše enzime koji razlažu policiklične aromatične ugljovodonike, a koji se koriste u sintetičkim tekstilnim bojama i ispituje njihova potencijalna upotreba u bioremedijaciji.

## Slične vrste
Slična je vrsti Bjerkandera fumosa od koje se razlikuje po veličini i boji. B. fumosa je krupnija, svetlije boje i ima krupnije spore od B. adusta. Na poprečnom preseku jasno se uočava kontrast između beličastog mesa i sivo do crno obojenih cevčica, dok kod vrste B. fumosa linija tamne ili crne boje razdvaja cevčice od mesa.
Dok je mlada, može da liči na vrstu Trametes versicolor koja ima himenijumski sloj bele, a ne sive boje. 

## Literatura
- Breitenbach, J; Kranzlin, F. Fungi of Switzerland. Lucern: Edition Mycologia Lucerne.
- Узелац (2009). Гљиве Србије и Западног Балкана. Београд: БГВ Логик.